# Giorgio Polacco
Giorgio Polacco (Venezia, 12 aprile 1875 – New York, 30 aprile 1960) è stato un direttore d'orchestra italiano naturalizzato statunitense, che nella sua carriera fu direttore principale del Metropolitan Opera House (1915-17) e della Chicago Civic Opera (1921-30).

## Biografia
Nato a Venezia nel 1875 da una famiglia ebraica, Polacco inizia la sua formazione musicale al Conservatorio Benedetto Marcello di Venezia, dove studia con Nicolò Coccon prima di trasferirsi a Milano per lavorare con Coromaro e Galli. Dopo ulteriori studi a San Pietroburgo in Russia, è invitato al Covent Garden Theatre di Londra nel 1890 come assistente direttore d'orchestra. Nel 1891 fa il suo debutto al Queen's Theatre (Shaftesbury Avenue), alla sua prima stagione d'opera sotto la direzione di Luigi Arditi. Polacco dirige l'Orfeo ed Euridice di Gluck e il suo successo nel sostituire il principale direttore della compagnia gli procura un invito a Rio de Janeiro in Brasile, dove rimane per i successivi 11 anni, anche accettando in quel periodo impegni a Buenos Aires.
Al suo ritorno in Italia, Polacco è direttore principale al Teatro alla Scala per tre anni, dopo di che lavora al Teatro Costanzi di Roma dirigendo, fra altre opere importanti, anche la prima italiana di Pelléas et Mélisande. Polacco dirige i debutti americani di Luisa Tetrazzini, nel 1905 in Messico e nel 1906 a San Francisco.
Nel 1911, su invito del stesso compositore, Polacco porta la produzione della Savage Opera Company de La fanciulla del West di Puccini in un trionfale tour in numerose città americane. Il successo di Polacco viene all'attenzione del Metropolitan Opera Theatre; l'11 novembre 1912 il direttore d'orchestra debutta in quel teatro dirigendo Manon Lescaut. Polacco debutta anche al Covent Garden di Londra, dove il 21 maggio 1913 dirige la Tosca di Puccini con Destinn, Martinelli, e Scotti ricevendone grande successo di critica e pubblico.
Dal 1915 al 1917 Polacco è direttore principale dell'Opera italiana al Metropolitan succedendo ad Arturo Toscanini.
Nella stagione 1918-19, il Polacco è invitato a Chicago a succedere a Cleofonte Campanini e fa il suo debutto come direttore il 18 novembre nella serata inaugurale della stagione operistica dirigendo La Traviata di Verdi con il soprano Amelita Galli-Curci. Altre opere dirette da Polacco in quella stagione includono Madama Butterfly, Aida, Tosca, La bohème, La Gioconda, e Cavalleria rusticana.
Dopo quella prima stagione di Chicago, Polacco riceve ingaggi in Francia, Cuba e Sud America che lo tengono occupato fino a quando Mary Garden non lo chiama nel 1921 a diventare direttore musicale e direttore principale del Teatro dell'Opera di Chicago, riorganizzato allora come Chicago Civic Opera. Dal 14 novembre 1921, con la produzione di Samson et Dalila fino al 1930, anno del suo ritiro dalle scene per motivi di salute, Polacco si concentra sul suo lavoro a Chicago, con l'unica eccezione di un anno (il 1927) trascorso a Boston. Durante la sua lunga permanenza a Chicago, Polacco conferma la sua padronanza di un ampio repertorio nell'opera italiana, ma dirigendo spesso la Garden anche nel repertorio francese e nella Salome di Strauss. Polacco chiude la sua carriera nel 1930 dirigendo Pelléas et Mélisande di Claude Debussy a Londra con Maggie Teyte e a Chicago con Mary Garden.
Ritiratosi dalle scene, Polacco risiede negli Stati Uniti dove muore nel 1960 a New York.